# Dom Serbski
Dom Serbski w Budziszynie (jęz. górnołużycki: Serbski dom w Budyšinje, niem.: Haus der Sorben (Wendisches Haus) in Bautzen) – to siedziba wielu serbołużyckich organizacji i stowarzyszeń społeczno-kulturalnych.

## Historia
Już w 1847 w łużyckim stowarzyszeniu naukowo-kulturalnym Maćica Serbska powstał zamiar wybudowania centralnej siedziby dla tej organizacji. W 1873 Jan Arnošt Smoler kupił działkę na Lauengraben w Budziszynie wraz z domem, podwórzem i ogrodem. Problemem było jednak finansowanie budowy; zbiórka pieniędzy na terenie Niemiec nie przyniosła zadowalających rezultatów, dlatego Smoler udał się do krajów słowiańskich, w tym do Rosji.
Po śmierci Smolera w 1884, patronat nad budową przejęł Arnošt Muka, architektem był August Grothe. Kamień węgielny pod nowy budynek położono 21 kwietnia 1897, a budowę ukończono 26 września 1904 w stylu neorenesansu. Mieściły się tam m.in.: serbołużycka biblioteka, drukarnia, czytelnia i kawiarnia oraz bank ludowy. III Rzesza w 1937 zlikwidowała wszystkie organizacje serbołużyckie, a Dom Serbski stał się miejscem zebrań NSDAP. II wojna światowa spowodowała poważne zniszczenie budynku, który ponownie został otwarty jako centrum społeczno-kulturalne Serbołużyczan dopiero po odbudowie 8 lipca 1956. W czasach NRD Dom mieścił sale klubowe, lokalne grupy Domowiny, Teatr dla Dzieci i Muzeum Literatury Serbołużyckiej. Obecnie Dom jest centrum społeczno-oświatowo-kulturalnym Górnołużyczan i miejscem wielu imprez kulturalnych.